# آدم وحواء
آدم وحواء، في الديانات الإبراهيمية، كانا أول رجل وامرأة. إنَّ هذه القصة أساسية للاعتقاد القائل بأن الإنسانية هي في جوهرها عائلة واحدة، حيث ينحدر كل شخص من زوج واحد من الأسلاف الأصليين. كما أنها توفر الأساس المحوري لمعتقدي هبوط الإنسان والخطيئة الأصلية اللذان يُعتبران معتقدان مهمان في المسيحية، على العكس في اليهودية أو الإسلام.
يرى خزعل الماجدي أن آدم وحواء هما لولو ولولوة الرجل الأول والمرأة الأولى في الأساطير السومرية. وهما أيضا الإله إنكي والإلهة كي. أما في البهائية فإنَّ قصة آدم وحواء هي قصة رمزية ولا يجب قراءتها حرفيًا. وترى الغنوصية أنَّ آدم وحواء خلقا للمساعدة في هزيمة الشيطان.

## سرد الكتاب المقدس العبري
تقدم الفصول الافتتاحية من سفر التكوين التاريخ الأسطوري لتسلل الشر إلى العالم. حيث وضع الله أول رجل وامرأة (آدم وحواء) في جنة عدن، حيث طُردوا منها؛ يتبع القتل الأول، وقرار الله تدمير العالم وإنقاذ العبد الصالح نوح وأبنائه فقط؛ ثم تتحدر إنسانية جديدة من هؤلاء وتنتشر في جميع أنحاء العالم، ولكن على الرغم من أن العالم الجديد خاطئ مثل القديم، إلا أنَّ الله قرر عدم تدمير العالم مرة أخرى بالطوفان، وينتهي التاريخ مع تارح، والد إبراهيم، الذي سيتحدر منه شعب الله المختار بني اسرائيل. لم يُذكر آدم ولا حواء في أي مكان آخر في الكتب المقدسة العبرية باستثناء فقرة واحد لآدم موجودة في سلسلة الأنساب في سفر أخبار الأيام الأول، مما يشير إلى أنه على الرغم من أن قصتهما كانت سابقة للقصة اليهودية، إلا أنها لا تشترك معها كثيرًا.

### سرد قصة الخلق
آدم وحواء هما أول رجل وامرأة في الكتاب المقدس. يظهر اسم آدم أولاً في سفر التكوين بمعنى جماعي، باسم «الإنسان». لاحقًا في سفر التكوين، يحمل العنصر التعريفي ha، أي ما يعادل "the" في الإنجليزية، مما يشير إلى أن هذا هو «الرجل». في هذه الفصول، يصور الله «الرجل» (ها آدم) من الأرض (أدمة)، وينفخ الحياة في أنفه، ويجعله راعيًا على الخليقة. بعد ذلك، يخلق الله للرجل عيزر كينيغدو، «المساعد المُناظر له»، من جنبه أو ضلعه. كلمة «ضلع» هي تورية في السومرية، حيث أن كلمة «تي» تعني كلاً من «الضلع» و«الحياة». تُدعى إشَّا، «امرأة»، لأن النص يقول أنها مكونة من إشّ «الرجل». يستقبلها الرجل بسرور، ويقال للقارئ أنه من هذه اللحظة سيترك الرجل والديه «للتشبث» بامرأة، ويصبح الاثنان جسدًا واحدًا.

## التقاليد الإبراهيمية

### الغنوصية
تناولت المسيحية الغنوصية آدم وحواء في نصين معروفين باقيين، وهما "سفر الرؤيا لآدم [الإنجليزية]" الموجود في مخطوطات نجع حمادي ووصية آدم [الإنجليزية]. كما وإنَّ خلقَ آدمَ كبروتانثروبوس، جبلة مجردة - الإنسان الأصلي، هو المفهوم المحوري في هذه الكتابات.
ويعتقد تقليد غنوصي آخر أنَّ آدم وحواء خُلقا للمساعدة في هزيمة الشيطان. ويُنظر للشيطان من قبل طائفة أوفيت [الإنجليزية] على أنَّه بطل بدلا عن اعتباره شيطانًا. ولا يزال الغنوصيون الآخرون يعتقدون أن هبوط الشيطان جاء بعد خلق البشرية. وكما هو الحال في التقاليد الإسلامية، تقول هذه القصة أنَّ الشيطان رفض السجود لآدم بسبب الاستكبار. حيث قال الشيطان بأنَّ آدم كان أقل شأنا منه لأنه مخلوق من نار، بينما خُلق آدم من طين. أدى هذا الرفض إلى هبوط الشيطان المُدون في أعمال مثل سفر أخنوخ.

### البهائية
في العقيدة البهائية، يُنظر إلى قصة آدم وحواء على أنها رمزية. في كتاب بعض الأسئلة المجابة، يرفض عبد البهاء القراءة الحرفية للقصة ويقول إنَّ القصة تحتوي على «أسرارٍ إلهيةٍ ومعانٍ عالمية». إذ يرمز آدم إلى «الروح السماوية»، وترمز حواء إلى «الروح البشرية»، وترمز شجرة المعرفة (الشجرة المُحرمة) إلى «العالم البشري»، وترمز الحية إلى «التعلق بالعالم البشري». ومن ثَمَّ، فإن هبوط آدم يمثل الطريقة التي وعت بها البشرية الخير والشر. بمعنى آخر، يمثل آدم وحواء إرادة الله وعزمه، وهما أول مرحلتين من المراحل السبع (قوسي الصعود والنزول [الإنجليزية]) للعمل الخلاق الإلهي.